# Grande Prêmio de San Marino de 2003
Resultados do Grande Prêmio de San Marino de Fórmula 1 (formalmente XXIII Gran Premio Foster's di San Marino) realizado em Imola em 20 de abril de 2003. Quarta etapa da temporada, foi vencido pelo alemão Michael Schumacher, da Ferrari.

## Resumo
- Giancarlo Fisichella foi aclamado oficialmente vencedor do Grande Prêmio do Brasil e Kimi Räikkönen entregou o troféu de vencedor ao piloto italiano da Jordan.[3]
- Na manhã de domingo faleceu Elizabeth Schumacher, 55 anos, devido a complicações decorrentes de uma queda ocorrida na semana anterior. Sabendo do falecimento da mãe, os irmãos Schumacher disputaram a prova.[4] A Federação Internacional do Automóvel (FIA) liberou a dupla de qualquer cerimônia. Michael Schumacher compareceu ao pódio, que não teve champanhe, mas não comemorou. O alemão, porém, não participou da entrevista coletiva e foi representado por Jean Todt, chefe da Ferrari.

## Classificação

### Treino oficial
| 1      | 1  | Michael Schumacher    | Ferrari          | 1:22.327 |          |
| 2      | 4  | Ralf Schumacher       | Williams-BMW     | 1:22.341 | + 0.014  |
| 3      | 2  | Rubens Barrichello    | Ferrari          | 1:22.557 | + 0.230  |
| 4      | 3  | Juan Pablo Montoya    | Williams-BMW     | 1:22.789 | + 0.462  |
| 5      | 14 | Mark Webber           | Jaguar-Cosworth  | 1:23.015 | + 0.688  |
| 6      | 6  | Kimi Räikkönen        | McLaren-Mercedes | 1:23.148 | + 0.821  |
| 7      | 16 | Jacques Villeneuve    | BAR-Honda        | 1:23.160 | + 0.833  |
| 8      | 8  | Fernando Alonso       | Renault          | 1:23.169 | + 0.842  |
| 9      | 17 | Jenson Button         | BAR-Honda        | 1:23.381 | + 1.054  |
| 10     | 20 | Olivier Panis         | Toyota           | 1:23.460 | + 1.133  |
| 11     | 9  | Nick Heidfeld         | Sauber-Petronas  | 1:23.700 | + 1.373  |
| 12     | 5  | David Coulthard       | McLaren-Mercedes | 1:23.818 | + 1.491  |
| 13     | 21 | Cristiano da Matta    | Toyota           | 1:23.838 | + 1.511  |
| 14     | 10 | Heinz-Harald Frentzen | Sauber-Petronas  | 1:23.932 | + 1.605  |
| 15     | 15 | Antônio Pizzonia      | Jaguar-Cosworth  | 1:24.147 | + 1.820  |
| 16     | 7  | Jarno Trulli          | Renault          | 1:24.190 | + 1.863  |
| 17     | 11 | Giancarlo Fisichella  | Jordan-Ford      | 1:24.317 | + 1.990  |
| 18     | 18 | Justin Wilson         | Minardi-Cosworth | 1:25.826 | + 3.499  |
| 19     | 12 | Ralph Firman          | Jordan-Ford      | 1:26.357 | + 4.030  |
| 20     | 19 | Jos Verstappen        | Minardi-Cosworth | 2:01.007 | + 38.680 |
| Fonte: |    |                       |                  |          |          |

### Corrida
| Pos.   | Nº | Piloto                | Construtor       | Voltas | Tempo/Diferença        | Grid | Pontos |
| ------ | -- | --------------------- | ---------------- | ------ | ---------------------- | ---- | ------ |
| 1      | 1  | Michael Schumacher    | Ferrari          | 62     | 1:28:12.058            | 1    | 10     |
| 2      | 6  | Kimi Räikkönen        | McLaren-Mercedes | 62     | + 1.882                | 6    | 8      |
| 3      | 2  | Rubens Barrichello    | Ferrari          | 62     | + 2.291                | 3    | 6      |
| 4      | 4  | Ralf Schumacher       | Williams-BMW     | 62     | + 8.803                | 2    | 5      |
| 5      | 5  | David Coulthard       | McLaren-Mercedes | 62     | + 9.411                | 12   | 4      |
| 6      | 8  | Fernando Alonso       | Renault          | 62     | + 43.689               | 8    | 3      |
| 7      | 3  | Juan Pablo Montoya    | Williams-BMW     | 62     | + 45.271               | 4    | 2      |
| 8      | 17 | Jenson Button         | BAR-Honda        | 61     | + 1 volta              | 9    | 1      |
| 9      | 20 | Olivier Panis         | Toyota           | 61     | + 1 volta              | 10   |        |
| 10     | 9  | Nick Heidfeld         | Sauber-Petronas  | 61     | + 1 volta              | 11   |        |
| 11     | 10 | Heinz-Harald Frentzen | Sauber-Petronas  | 61     | + 1 volta              | 14   |        |
| 12     | 21 | Cristiano da Matta    | Toyota           | 61     | + 1 volta              | 13   |        |
| 13     | 7  | Jarno Trulli          | Renault          | 61     | + 1 volta              | 16   |        |
| 14     | 15 | Antônio Pizzonia      | Jaguar-Cosworth  | 60     | + 2 voltas             | 15   |        |
| 15     | 11 | Giancarlo Fisichella  | Jordan-Ford      | 57     | Motor                  | 17   |        |
| Ret    | 14 | Mark Webber           | Jaguar-Cosworth  | 54     | Eixo de transmissão    | 5    |        |
| Ret    | 12 | Ralph Firman          | Jordan-Ford      | 51     | Vazamento de óleo      | PL   |        |
| Ret    | 19 | Jos Verstappen        | Minardi-Cosworth | 38     | Pane elétrica          | PL   |        |
| Ret    | 18 | Justin Wilson         | Minardi-Cosworth | 23     | Sistema de combustível | PL   |        |
| Ret    | 16 | Jacques Villeneuve    | BAR-Honda        | 19     | Motor                  | 7    |        |
| Fonte: |    |                       |                  |        |                        |      |        |

## Tabela do campeonato após a corrida
| Pos.   | Piloto             | Pontos |
| ------ | ------------------ | ------ |
| 1      | Kimi Räikkönen     | 32     |
| 2      | David Coulthard    | 19     |
| 3      | Michael Schumacher | 18     |
| 4      | Fernando Alonso    | 17     |
| 5      | Rubens Barrichello | 14     |
| Fonte: |                    |        |

| Pos.   | Construtor       | Pontos |
| ------ | ---------------- | ------ |
| 1      | McLaren-Mercedes | 51     |
| 2      | Ferrari          | 32     |
| 3      | Renault          | 26     |
| 4      | Williams-BMW     | 23     |
| 5      | Jordan-Ford      | 10     |
| Fonte: |                  |        |

- Nota: Somente as primeiras cinco posições estão listadas.